# Limfadenektomia
Limfadenektomia – zabieg chirurgiczny, podczas którego usuwane są węzły chłonne (limfatyczne).

## Klasyfikacja

### Zakres zabiegu chirurgicznego
Ze względu na zakres operacji wyróżnia się limfadenektomię regionalną oraz radykalną.

#### Regionalna limfadenektomia
Limfadenektomia regionalna polega na chirurgicznym usunięciu wybranych węzłów chłonnych z otoczenia guza.

#### Radykalna limfadenektomia
Limfadenektomia radykalna polega na chirurgicznym usunięciu większości lub wszystkich węzłów chłonnych z otoczenia guza.

### Obszar ciała

#### Limfadenektomia pachowa
Limfadenektomia pachowa to chirurgiczne wycięcie węzłów chłonnych jamy pachowej. Stosuje się ją w przypadku podejrzenia lub stwierdzenia przerzutów raka piersi do pachowych węzłów chłonnych. Najczęściej zabieg przeprowadza się z tego samego cięcia, jednoczasowo z operacją piersi. Po operacji w ranach pozostawia się dreny a rany zaszywa.